# Мир (готель, Київ)
Готель «Мир» — 16-поверховий тризірковий готель у Голосіївському районі міста Києва.
Розташований за адресою: просп. Голосіївський, 70. Поруч з виходом зі станції метро «Голосіївська».

## Характеристики
Готель «Мир» 3*** пропонує до послуг відвідувачів 138 комфортабельних номерів, серед яких одно- і двомісні, номери Люкс, напівлюкс і апартаменти. Номери оснащені кондиціонерами, супутниковим телебаченням, телефоном з міжнародним виходом, WiFi-покриттям зі швидкістю до 5 Мбіт/с (станом на осінь 2018 року). У готелі є також номери для людей з обмеженими можливостями.
При готелі діють 3 ресторани — «Мир», «Старе місто», «Кобзар» і лобі-бар.
Крім того, готель надає якісний і повний комплекс послуг для проведення конференцій, семінарів, тренінгів, круглих столів, презентацій, ділових зустрічей, корпоративних і приватних заходів у 6-ти конференц-залах, обладнаних необхідними технікою, меблями та зв'язком.

## Історія та сьогодення готелю
Перший корпус готелю збудовано у 1961-63 роках (архітектори В. Маргуліс, В. Грищенко). Мав 136 номерів на 250 місць. Довжина фасаду — 80 метрів.

Перехід між старим і новим корпусами готелю (сучасний вигляд, осінь 2018)

Старий корпус готелю «Мир» (сучасний вигляд, осінь 2018)

У 1975-77 роках поряд з першим корпусом було споруджено новий 16-поверховий корпус (архітектори В. І. Гопкало, В. М. Гречина, М. С. Кантор), що мав 540 місць, приміщення для ресторану, бенкетного залу, кафе і бару. Обидва корпуси тоді ж з'єднали на висоті другого поверху скляним переходом, який за сучасності (від 1991 року) обнесли пластиком. 
Готель «Мир» не раз ставав об'єктом майнових спорів і судових позовів. На базі роздержавленого готелю ще 1996 року було утворено ПрАТ «Київський готель Мир», яке збанкрутувало в 2012 році. Втім, на той час готель «Мир» уже не являв собою єдиного майнового комплексу, будучи поділений між різними власниками.
Відкрита у грудні 2010 року станція метро «Голосіївська» зробила розташування готелю дуже зручним.
Станом на зиму 2018 року готельні послуги надаються у новому корпусі готелю «Мир» (не на всіх поверхах) київською філією ТОВ «Мілленіум 2018». У старому корпусі готелю діє декілька магазинів, зокрема тривалий час меблевий салон «Ліга-Нова»; працюють численні фірми (торгівля, туризм), приватні медичні установи (стоматологія, оптика); здаються приміщення в оренду; у бічній прибудові близько 10 років розміщене відділення Приватбанку.